# آنتونی بی. ریچموند
آنتونی بی. ریچموند (انگلیسی: Anthony B. Richmond؛ زادهٔ ۷ ژوئیهٔ ۱۹۴۲) یک فیلم‌بردار اهل بریتانیا است.
ریچموند برنده جایزه بفتا بهرین فیلم‌برداری در سال ۱۹۷۳ شده است.

## بخشی از فیلم‌شناسی
- حالا نگاه نکن (۱۹۷۳)
- عشق و گلوله (۱۹۷۹)
- کندی‌من (۱۹۹۲)
- مردان افتخار (۲۰۰۰)
- کسی مانند تو (۲۰۰۱)
- لگالی بلاند (۲۰۰۱)
- کارمند ماه (۲۰۰۶)
- موفق باشی چاک (۲۰۰۷)
- کالبدگشایی (۲۰۰۸)
- مامان گنده‌ها: پسر کو ندارد نشان از پدر (۲۰۱۱)